# Patas
Patas (Erythrocebus) – rodzaj ssaków naczelnych z podrodziny koczkodanów (Cercopithecinae) w obrębie rodziny koczkodanowatych (Cercopithecidae).

## Zasięg występowania
Rodzaj obejmuje gatunki występujące w zachodnio-środkowej Afryce.

## Morfologia
Długość ciała (bez ogona) samic 48–52 cm, samców 60–87,5 cm, długość ogona samic 48–55 cm, samców 63–72 cm; masa ciała samic 4–7 kg, samców 7–13 kg.

## Systematyka
Rodzaj zdefiniował w 1897 roku francuski zoolog Édouard Louis Trouessart w publikacji swojego autorstwa poświęconej spisowi katalogowemu ssaków współcześnie występujących i kopalnych. Trouessart wymienił cztery gatunki – Simia patas von Schreber, 1774, Cercopithecus pyrrhonotus Hemprich & Ehrenberg, 1829 (= Simia patas von Schreber, 1774), Cercopithecus ochraceus W. Peters, 1851 (= Simia cynocephalus Linnaeus, 1766) i Cercopithecus rufo-viridis I. Geoffroy Saint-Hilaire, 1843 – z których gatunkiem typowym jest Simia patas von Schreber, 1774.

### Etymologia
Erythrocebus: gr. ερυθρος eruthros ‘czerwony’; κηβος kēbos ‘długoogoniasta małpa’.

### Podział systematyczny
Do rodzaju należą następujące gatunki:
| Grafika | Gatunek                  | Autor i rok opisu    | Nazwa zwyczajowa | Podgatunki         | Rozmieszczenie geograficzne | Podstawowe wymiary                      | Status IUCN |
| ------- | ------------------------ | -------------------- | ---------------- | ------------------ | --- | --------------------------------------- | ----------- |
|         | Erythrocebus patas       | (von Schreber, 1775) | patas rudy       | 3 podgatunki       | na północ od lasów równikowych i na południe od Sahary od zachodniego Senegalu i południowej Mauretanii na wschód do Sudanu Południowego i środkowej Kenii; introdukowany do Portoryko | DC: 48–87 cm DO: 48–72 cm MC: 4–13 kg   | NT          |
|         | Erythrocebus baumstarki  | Matschie, 1905       |                  | gatunek monotypowy | Tanzania (Serengeti i równiny Athi oraz zachodnia strona góry Kilimandżaro; wytępiony w południowej Kenii)                                                                             | DC: 50–87 cm DO: 50–74 cm MC: 7,5–13 kg | CR          |
|         | Erythrocebus poliophaeus | (Reichenbach, 1862)  |                  | gatunek monotypowy | obszar pomiędzy rzeką Nil a zachodnią częścią Wyżyny Abisyńskiej (zachodnia Etiopia i południowo-wschodnia Somalia); prawdopodobnie w sąsiednim Sudanie Południowym                    | DC: 48–87 cm DO: 48–72 cm MC: 4–13 kg   | DD          |

Kategorie IUCN:  NT  – gatunek bliski zagrożenia,  CR  – gatunek krytycznie zagrożony,  DD  – gatunki o nieokreślonym stopniu zagrożenia. 